# Victoria Bustos
Victoria Noelia Bustos (nacida el 7 de enero de 1989) es una boxeadora profesional argentina. Es ex campeona mundial de dos pesos, que ostenta el título de peso superligero femenino de la Federación Internacional de Boxeo (FIB) de enero a abril de 2019 y el título de peso ligero femenino de la FIB de 2013 a 2018. También desafió una vez por el título  peso superligero femenino en noviembre de 2019.

## Carrera profesional
Bustos ganó el título vacante de peso ligero femenino de la FIB el 21 de septiembre de 2013, con una decisión unánime (UD) sobre Ana Esteche. Retuvo con éxito el título cinco veces, derrotando a Roxana Laborde, Natalia Aguirre (que había derrotado a Bustos dos veces antes en partidos sin título), Claudia López, Kimberly Connor y Maria Capriolo, antes de perder el título ante la campeona de la AMB Katie Taylor en un combate unificado el 28 de abril de 2018. 

## Registro de boxeo profesional
| 27 peleas    | 21 victorias | 6 derrotas |  |
| ------------ | ------------ | ---------- |  |
| por decisión | 21           | 6          |  |

| No. | Resultados | Récord | Adversario      | Tipo | Ronda, tiempo | Fecha              | Ubicación                                                     |
| --- | ---------- | ------ | --------------- | ---- | ------------- | ------------------ | ------------------------------------------------------------- |
| 25  | Derrota    | 19–6   | Cecilia Brækhus | UD   | 10            | 30 Nov 2019        | Casino de Salle Medecin, Monte Carlo, Monaco                  |
| 24  | Victoria   | 19–5   | Enis Pacheco    | UD   | 10            | 1 Dec 2018         | Estadio Municipal, Pérez, Argentina                           |
| 23  | Derrota    | 18–5   | Katie Taylor    | UD   | 10            | 28 Apr 2018        | Barclays Center, New York City, New York, US                  |
| 22  | Victoria   | 18–4   | Maria Capriolo  | UD   | 10            | 18 Aug 2017        | Club Sportivo America, Rosario, Argentina                     |
| 21  | Victoria   | 17–4   | Kimberly Connor | UD   | 10            | 18 Mar 2017        | Gimnasio Futbol Club, Vera, Argentina                         |
| 20  | Victoria   | 16–4   | Cristina Cuevas | UD   | 6             | 23 Dec 2016        | Club Atlético y Recreativo Ferrocarril, Vera, Argentina       |
| 19  | Derrota    | 15–4   | Erica Farias    | UD   | 10            | 30 Jul 2016        | Club Sportivo America, Rosario, Argentina                     |
| 18  | Victoria   | 15–3   | Ruth Aquino     | MD   | 10            | 16 Apr 2016        | Club Atlético Talleres, Villa Constitución, Argentina         |
| 17  | Victoria   | 14–3   | Claudia Lopez   | UD   | 10            | 22 Aug 2015        | Club Sportivo America, Rosario, Argentina                     |
| 16  | Victoria   | 13–3   | Betiana Vinas   | UD   | 8             | 3 Apr 2015         | Club Sportivo America, Rosario, Argentina                     |
| 15  | Victoria   | 12–3   | Natalia Aguirre | UD   | 10            | 29 Aug 2014        | Club Sportivo America, Rosario, Argentina                     |
| 14  | Derrota    | 11–3   | Natalia Aguirre | UD   | 6             | 5 Apr 2014         | Club Atlético Bernardino Rivadavia, Peyrano, Argentina        |
| 13  | Victoria   | 11–2   | Roxana Laborde  | UD   | 10            | 2 Nov 2013         | Club Atlético Bernardino Rivadavia, Peyrano, Argentina        |
| 12  | Victoria   | 10–2   | Ana Esteche     | UD   | 10            | 21 Sep 2013        | Club Sportivo America, Rosario, Argentina                     |
| 11  | Victoria   | 9–2    | Yohana Alfonzo  | UD   | 6             | 28 Jun 2013        | Club Sportivo America, Rosario, Argentina                     |
| 10  | Derrota    | 8–2    | Natalia Aguirre | SD   | 6             | 31 de mayo de 2013 | Gimnasio Pedro Estremador, San Carlos de Bariloche, Argentina |
| 9   | Victoria   | 8–1    | Maria Ruiz      | UD   | 6             | 11 Jan 2013        | Club El Ciclón, Rosario, Argentina                            |
| 8   | Victoria   | 7–1    | Paula Morales   | UD   | 6             | 22 Dec 2012        | Club Sportivo America, Rosario, Argentina                     |
| 7   | Derrota    | 6–1    | Erica Farias    | UD   | 10            | 17 Nov 2012        | Parque Náutico, San Fernando, Argentina                       |
| 6   | Victoria   | 6–0    | Silvia Zacarias | UD   | 8             | 3 Aug 2012         | Club El Ciclón, Rosario, Argentina                            |
| 5   | Victoria   | 5–0    | Roxana Laborde  | UD   | 6             | 15 Jun 2012        | Club El Ciclón, Rosario, Argentina                            |
| 4   | Victoria   | 4–0    | Roxana Laborde  | UD   | 4             | 20 Apr 2012        | Centro Cosmopolita Unión y Progreso, Roldán, Argentina        |
| 3   | Victoria   | 3–0    | Marisa Nunez    | UD   | 4             | 2 Mar 2012         | Club El Ciclón, Rosario, Argentina                            |
| 2   | Victoria   | 2–0    | Gabriela Ramos  | UD   | 4             | 3 Dec 2011         | Club Banco Nación, Rosario, Argentina                         |
| 1   | Victoria   | 1–0    | Maria Ruiz      | UD   | 4             | 8 Jul 2011         | Club Sportivo America, Rosario, Argentina                     |